# Masclat

Masclat este o comună în departamentul Lot din sudul Franței. În 2009 avea o populație de 342 de locuitori.

## Evoluția populației
| An        | 1975 | 1982 | 1990 | 1999 | 2006 | 2009 |
| --------- | ---- | ---- | ---- | ---- | ---- | ---- |
| Populație | 296  | 282  | 287  | 292  | 319  | 342  |